# István Rácz
Dezso Kováts ( 1952) es un botánico, dendrólogo, curador, y museólogo húngaro. Se ha especializado en taxonomía de planta leñosa (con énfasis en coníferas, ecología, desarrollo de herbarios.

## Biografía
En 1976, recibió su diploma por la Universidad de Horticultura, Budapest. Desde ese año, ha trabajado en el Departamento de Botánica del Museo Húngaro de Historia Natural como miembro del Proyecto de Documentación Dendrológico. Recibió su doctorado y el Ph.D por la Universidad de Silvicultura en Sopron, Hungría en 1984 y en 1997, respectivamente. Como parte del Grupo de documentación dendrológica liderado por el botánico de investigación Zsolt Debrecen, y trabajado en muchos institutos líderes en todo el mundo, incluyendo el Arnold Arboretum de la Harvard University, también en otros grandes jardines y herbarios, arboretos, y botánicos en EE. UU., Inglaterra, Escocia, Irlanda, Alemania, Polonia. También participó en expediciones botánicas a gran escala, llevadas a varias partes de las zonas templadas y adyacentes, incluyendo el norte de Norteamérica, México, China, Chile, Japón, Taiwán, Nueva Zelanda y Tasmania. Coautor o autor de numerosos libros y artículos científicos.

## Algunas publicaciones
- Gyula László, István Rácz. 1984. The treasure of Nagyszentmikloś. Ed. Corvina Kiadó, 182 p. ISBN 9631318117, ISBN 9789631318111

- Vajda, L. – Rácz, I. 1984. Flora Photographica Hungarica (texto con Zs. Debreczy & F. Németh) Képzőművészeti Kiadó, Budapest. 180 p. (en húngaro) ISBN 963-336-324-1

- István Rácz. 1989. Drug formulation. Ed. ilustrada, revisada de Akad. K. 416 p. ISBN 0471905178, ISBN 9780471905172

- Debreczy, Zs. and Rácz, I. (1995). «New species and varieties of conifers from Mexico.». Phytologia 78 (4): 217-243.

- Debreczy, Zs. & Rácz, I. 2000. Fenyők a Föld Körül (Coníferas Alrededor de la Tierra) en húngaro, con resumen en inglés. Dendrological Foundation, Budapest, p. 552. ISBN 963-00-5898-7

- Bebya, S. Debreczy, Zs. Rácz, I. 2000. Ecology and Geography of Gymnospermae in Taiwan. Bull. Mosk. Nat. Biol. 105:3. p. 45–51.

- Debreczy, Zs. Rácz, I. 2003. A re-assessment of the true firs (Abies Mill.) described from Mexico in 1995. Studia bot. hung. 34: 81–110.

- Rácz, I., Huyen, D. D. 2007. Study of a low-elevation occurrence of Pinus dalatensis Ferré (Pinaceae) in Gia Lai Province, Vietnam. Studia bot. hung. 38: 133–142.

- Zs. Debreczy, K. Musial, R.A. Price, Rácz, I. 2009. Relationships and nomenclatural status of the Nootka Cypress (Callitropsis nootkatensis, Cupressaceae). Phytologia 91: 140–159.

- Debreczy, Zs. Rácz, I. 2010. Abies pseudochensiensis – a new fir described from cultivation from European living collections. Acta bot. Hung. 52 (3–4): 305–313

- Debreczy, Zs. – Rácz, I. 2011. Conifers Around the World. DendroPress Ltd. Budapest. 1089 p. ISBN 978-963-219-061-7

- Enikő K. Magyari, Ágnes Major, Miklós Bálint, Judit Nédli, Mihály Braun, István Rácz, Laura Parducci. 2011. Population dynamics and genetic changes of Picea abies in the South Carpathians revealed by pollen and ancient DNA analyses. BMC Evolutionary Biology 11:66doi:10.1186/1471-2148-11-66

## Honores

### Premios
- Premio a la Excelencia del Ministerio de Educación y Cultura, Hungría. 1979

- Profesor Honorario, Universidad Corvinus de Budapest (2013)

### Becas
- Mercer Fellowship, Arnold Arboretum de la Universidad de Harvard (1988-1990)

- Proyecto de Síntesis (UE), Real Jardín Botánico de Edimburgo, Escocia (2011)

- Científico visitante, Universidad de Kioto, Japón (2013)

- La abreviatura «I.Rácz» se emplea para indicar a István Rácz como autoridad en la descripción y clasificación científica de los vegetales.[3]